# السعيد سعدي
السعيد سعدي هو سياسي جزائري ولد سنة 1947 في بلدة أغريب ولاية تيزي وزو شارك في الحكومة سنة 1999 ما أدى إلى انشقاق الكثير من أعضائه ونوابه.

## مؤهلاته العلمية والمعرفية
حاصل على شهادة الدكتوراه في الطب العصبي والعقلي من جامعة الجزائر

## مواقفه السياسية
يعتبر من أبرز المعارضين السياسيين منذ إنشائه حزب التجمع من أجل الثقافة والديمقراطية خصوصا سياسات الرئيس السابق عبد العزيز بوتفليقة ومناوئية وسياساته ويعتبر من رموز السياسيين إلى جانب حسين آيت أحمد في منطقة القبائل أين يتواجد أغلب نسبة من أنصارهم.

## مسيرات السبت
مع بداية الربيع العربي قام بالعديد من المسيرات في ساحة الشهداء وسط العاصمة الجزائرية رفقة مناضلي حزبه قصد تغيير النظام والمطالبة بالإصلاحات ورحيل الرئيس بوتفليقة لكن هذه المسيرات فشلت ولم تجلب الانتباه الكافي.

## مؤلفاته
- 1982 : اسكتي
- 1990 : التجمع بقلب مفتوح
- 1991 : ثقافة وديمقراطية
- 1991 : الجزائر الفشل المتكرر
- 1996 : الجزائر ساعة الحقيقة
- 2010 : العقيد عميروش حياة وموتان وصية